# چهره تو (ترانه)
«چهرهٔ تو» (به انگلیسی: Your face) نخستین تک‌آهنگ موسیقی‌دان آمریکایی ویسپ می‌باشد که در ۴ آوریل سال ۲۰۲۳ به‌عنوان نخستین تک‌آهنگ نخستین ئی‌پی وی تحت عنوان پاندورا منتشر گردید.